# Königsworther Brücke

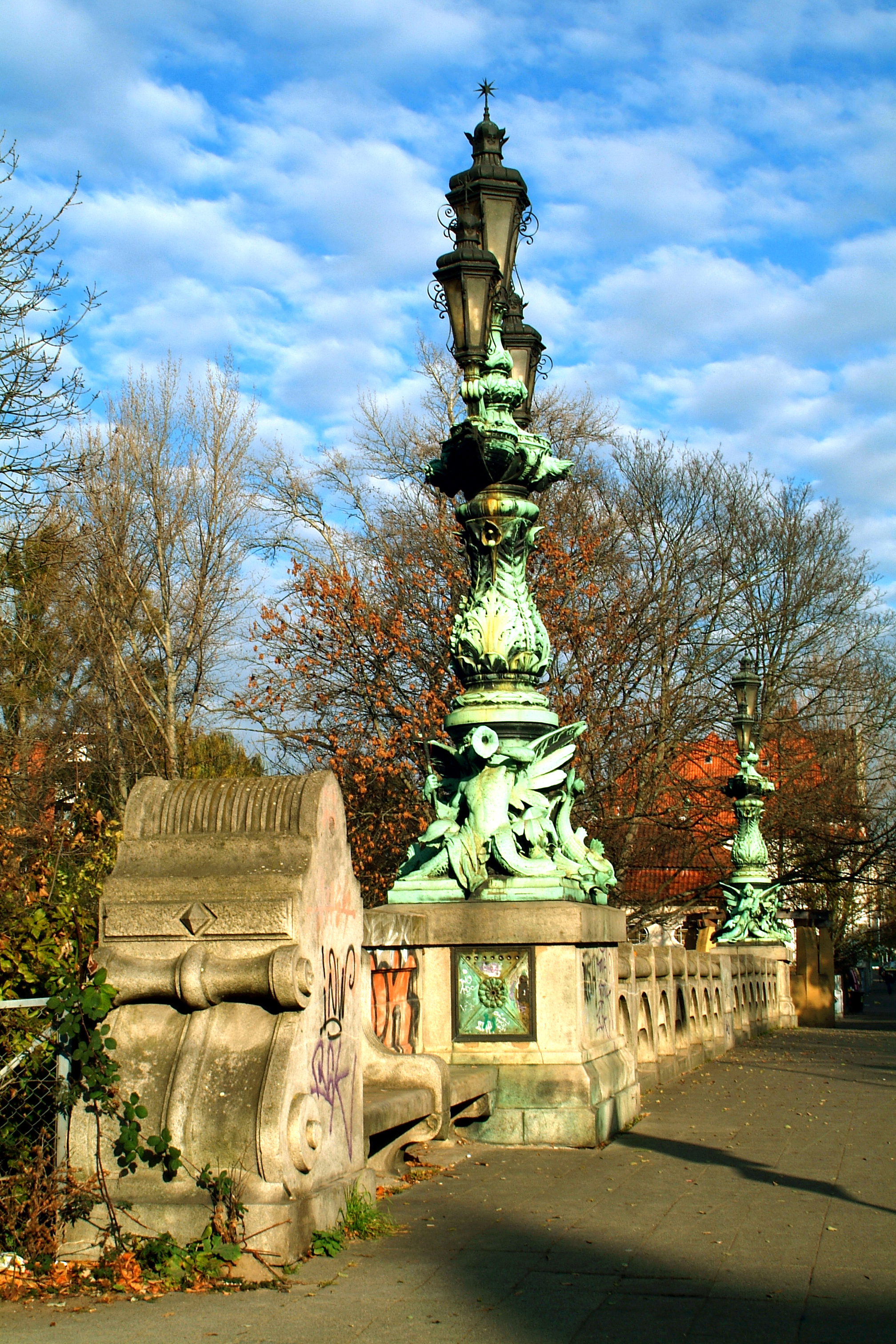
Seitliche Ansicht des Brückengeländers mit zwei Kandelabern von Carl Dopmeyer

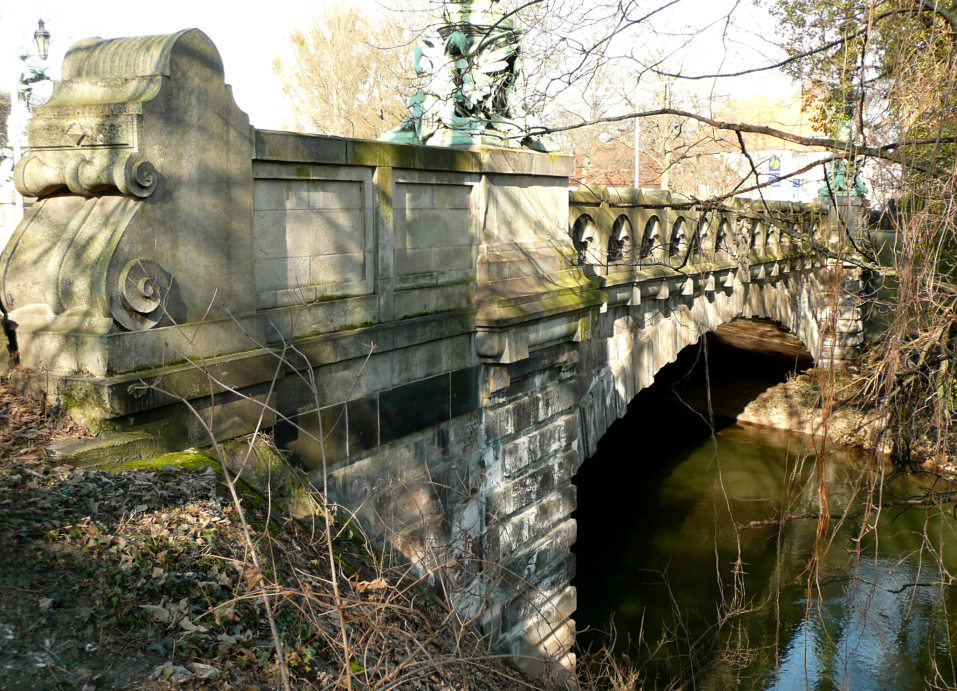
Ansicht von Süden

Die Königsworther Brücke in Hannover gilt als eine der schönsten Brücken der Stadt. Ihre vier Prachtkandelaber schuf der Bildhauer Carl Dopmeyer. Die denkmalgeschützte Segmentbogenbrücke quert in der Calenberger Neustadt im Zuge der Königsworther Straße die Leine.

## Geschichte
1889 wurde die Lindener Straße angelegt als direkte Verbindung vom Königsworther Platz nach Linden (die Straße wurde erst 1905 nach der ehemaligen Ortschaft umbenannt). Hierzu wurde – von einem heute nicht mehr bekannten Erbauer – bis 1890 die Brücke über die Leine gebaut als flache, mit Natursteinen verblendete Einbogenbrücke mit reizvollem, durchbrochenem Geländer.
Erst 1898 erhielt die Brücke als besondere Zier ihre vier verkupferten Prachtkandelaber von Carl Dopmeyer. Sie zeigen klassische Fabelwesen des Meeres und sind reich geschmückt mit vegetabilen Formen.